# UAE Tour 2023
La 5.ª edición del UAE Tour fue una prueba de ciclismo en ruta por etapas que se celebró entre el 20 y el 26 de febrero de 2023 en los Emiratos Árabes Unidos.
La carrera formó parte del UCI WorldTour 2023, calendario de máximo nivel mundial, siendo la tercera carrera de dicho circuito que fue ganada por el belga Remco Evenepoel del Soudal Quick-Step. Completaron el podio, como segundo y tercer clasificado respectivamente, el australiano Lucas Plapp del INEOS Grenadiers y el británico Adam Yates del UAE Emirates.

## Equipos participantes
Tomaron parte en la carrera 20 equipos: 16 de categoría UCI WorldTeam y 4 de categoría UCI ProTeam. Formaron así un pelotón de 140 ciclistas de los que acabaron 133. Los equipos participantes fueron:
| WorldTeams (16)- AG2R Citroën Team - Alpecin-Deceuninck - Astana Qazaqstan Team - Bahrain Victorious - Bora-Hansgrohe - EF Education-EasyPost - Groupama-FDJ - Ineos Grenadiers - Intermarché-Circus-Wanty - Jumbo-Visma - Movistar Team - Soudal Quick-Step - Team Jayco AlUla - Team DSM - Trek-Segafredo - UAE Team Emirates ProTeams (4)- Israel-Premier Tech - Lotto Dstny - Green Project-Bardiani CSF-Faizanè - Tudor Pro Cycling Team |
| |

## Recorrido
El UAE Tour dispone de siete etapas dividido en cuatro etapas llanas, una contrarreloj por equipos, y dos etapas de montaña para un recorrido total de 1028,2 kilómetros.
| Etapa     | Fecha     | Recorrido                                           | type                     | Distancia (km) | Ganador               | Líder           |
| --------- | --------- | --------------------------------------------------- | ------------------------ | -------------- | --------------------- | --------------- |
| 1.ª etapa | 20 de feb | Al Dhafra Castle – Al Mirfa                         | etapa llana              | 151            | Tim Merlier           | Tim Merlier     |
| 2.ª etapa | 21 de feb | Puerto Califa – Puerto Califa                       | contrarreloj por equipos | 17,3           | Soudal Quick-Step     | Lucas Plapp     |
| 3.ª etapa | 22 de feb | Fuyaira – Jebel Jais                                | etapa de montaña         | 185            | Einer Rubio           | Remco Evenepoel |
| 4.ª etapa | 23 de feb | Al Shindagha – Dubái                                | etapa llana              | 174            | Juan Sebastián Molano | Remco Evenepoel |
| 5.ª etapa | 24 de feb | Al Marjan Island – Um el Kaiwain                    | etapa llana              | 170            | Dylan Groenewegen     | Remco Evenepoel |
| 6.ª etapa | 25 de feb | Warner Bros. World Abu Dhabi – Abu Dhabi Breakwater | etapa llana              | 166            | Tim Merlier           | Remco Evenepoel |
| 7.ª etapa | 26 de feb | Estadio Hazza Bin Zayed – Jabal Hafit               | etapa de montaña         | 153            | Adam Yates            | Remco Evenepoel |

## Desarrollo de la carrera

### 1.ª etapa
| Al Dhafra Castle - Al Mirfa | etapa llana | (151 km) |

| \| Clasificación de la etapa \| Clasificación de la etapa \| Clasificación de la etapa \| Clasificación de la etapa \| Clasificación de la etapa \| \| Ciclista \| Ciclista \| Equipo \| Tiempo \| \| \| ------------------------- \| ------------------------- \| ------------------------- \| ------------------------- \| ------------------------- \| \| 1.º \| Tim Merlier \| Soudal Quick-Step \| 3 h 17 min 35 s \| \| \| 2.º \| Caleb Ewan \| Lotto Dstny \| + 0 s \| \| \| 3.º \| Mark Cavendish \| Astana Qazaqstan Team \| + 0 s \| \| \| 4.º \| Olav Kooij \| Jumbo-Visma \| + 0 s \| \| \| 5.º \| Nikias Arndt \| Bahrain Victorious \| + 0 s \| \| \| 6.º \| Phil Bauhaus \| Bahrain Victorious \| + 0 s \| \| \| 7.º \| Lucas Plapp \| Ineos Grenadiers \| + 0 s \| \| \| 8.º \| Remco Evenepoel \| Soudal Quick-Step \| + 0 s \| \| \| 9.º \| Pello Bilbao \| Bahrain Victorious \| + 0 s \| \| \| 10.º \| Cees Bol \| Astana Qazaqstan Team \| + 0 s \| \| |                 |                       |                 |
| |                 |                       |                 |
| Fuente: ProCyclingStats |                 |                       |                 |
| Clasificación de la etapa |                 |                       |                 |
| Ciclista | Ciclista        | Equipo                | Tiempo          |
| 1.º | Tim Merlier     | Soudal Quick-Step     | 3 h 17 min 35 s |
| 2.º | Caleb Ewan      | Lotto Dstny           | + 0 s           |
| 3.º | Mark Cavendish  | Astana Qazaqstan Team | + 0 s           |
| 4.º | Olav Kooij      | Jumbo-Visma           | + 0 s           |
| 5.º | Nikias Arndt    | Bahrain Victorious    | + 0 s           |
| 6.º | Phil Bauhaus    | Bahrain Victorious    | + 0 s           |
| 7.º | Lucas Plapp     | Ineos Grenadiers      | + 0 s           |
| 8.º | Remco Evenepoel | Soudal Quick-Step     | + 0 s           |
| 9.º | Pello Bilbao    | Bahrain Victorious    | + 0 s           |
| 10.º | Cees Bol        | Astana Qazaqstan Team | + 0 s           |

| \| Clasificación general \| Clasificación general \| Clasificación general \| Clasificación general \| Clasificación general \| \| Ciclista \| Ciclista \| Equipo \| Tiempo \| \| \| --------------------- \| --------------------- \| --------------------- \| --------------------- \| --------------------- \| \| 1.º \| Tim Merlier \| Soudal Quick-Step \| 3 h 17 min 35 s \| \| \| 2.º \| Caleb Ewan \| Lotto Dstny \| + 4 s \| \| \| 3.º \| Lucas Plapp \| Ineos Grenadiers \| + 5 s \| \| \| 4.º \| Mark Cavendish \| Astana Qazaqstan Team \| + 6 s \| \| \| 5.º \| Nikias Arndt \| Bahrain Victorious \| + 7 s \| \| \| 6.º \| Remco Evenepoel \| Soudal Quick-Step \| + 8 s \| \| \| 7.º \| Pello Bilbao \| Bahrain Victorious \| + 8 s \| \| \| 8.º \| Olav Kooij \| Jumbo-Visma \| + 10 s \| \| \| 9.º \| Phil Bauhaus \| Bahrain Victorious \| + 10 s \| \| \| 10.º \| Cees Bol \| Astana Qazaqstan Team \| + 10 s \| \| |                 |                       |                 |
| |                 |                       |                 |
| Fuente: ProCyclingStats |                 |                       |                 |
| Clasificación general |                 |                       |                 |
| Ciclista | Ciclista        | Equipo                | Tiempo          |
| 1.º | Tim Merlier     | Soudal Quick-Step     | 3 h 17 min 35 s |
| 2.º | Caleb Ewan      | Lotto Dstny           | + 4 s           |
| 3.º | Lucas Plapp     | Ineos Grenadiers      | + 5 s           |
| 4.º | Mark Cavendish  | Astana Qazaqstan Team | + 6 s           |
| 5.º | Nikias Arndt    | Bahrain Victorious    | + 7 s           |
| 6.º | Remco Evenepoel | Soudal Quick-Step     | + 8 s           |
| 7.º | Pello Bilbao    | Bahrain Victorious    | + 8 s           |
| 8.º | Olav Kooij      | Jumbo-Visma           | + 10 s          |
| 9.º | Phil Bauhaus    | Bahrain Victorious    | + 10 s          |
| 10.º | Cees Bol        | Astana Qazaqstan Team | + 10 s          |

### 2.ª etapa
| Puerto Califa - Puerto Califa | contrarreloj por equipos | (17,3 km) |

| \| Clasificación de la etapa \| Clasificación de la etapa \| Clasificación de la etapa \| Clasificación de la etapa \| Clasificación de la etapa \| Clasificación de la etapa \| \| Equipo \| Equipo \| Tiempo \| Diferencia \| Promedio \| \| \| ------------------------- \| ------------------------- \| ------------------------- \| ------------------------- \| ------------------------- \| ------------------------- \| \| 1.º \| Soudal Quick-Step \| 18 min 17 s \| \| 56.773 km/h \| \| \| 2.º \| EF Education-EasyPost \| 18 min 18 s \| + 1 s \| 56.721 km/h \| \| \| 3.º \| Ineos Grenadiers \| 18 min 20 s \| + 3 s \| 56.618 km/h \| \| \| 4.º \| Bahrain Victorious \| 18 min 21 s \| + 4 s \| 56.567 km/h \| \| \| 5.º \| Team Jayco AlUla \| 18 min 22 s \| + 5 s \| 56.515 km/h \| \| \| 6.º \| Team DSM \| 18 min 27 s \| + 10 s \| 56.260 km/h \| \| \| 7.º \| Bora-Hansgrohe \| 18 min 32 s \| + 15 s \| 56.007 km/h \| \| \| 8.º \| UAE Team Emirates \| 18 min 33 s \| + 16 s \| 55.957 km/h \| \| \| 9.º \| Astana Qazaqstan Team \| 18 min 34 s \| + 17 s \| 55.907 km/h \| \| \| 10.º \| Trek-Segafredo \| 18 min 36 s \| + 19 s \| 55.806 km/h \| \| |                       |             |            |             |
| |                       |             |            |             |
| Fuente: ProCyclingStats |                       |             |            |             |
| Clasificación de la etapa |                       |             |            |             |
| Equipo | Equipo                | Tiempo      | Diferencia | Promedio    |
| 1.º | Soudal Quick-Step     | 18 min 17 s |            | 56.773 km/h |
| 2.º | EF Education-EasyPost | 18 min 18 s | + 1 s      | 56.721 km/h |
| 3.º | Ineos Grenadiers      | 18 min 20 s | + 3 s      | 56.618 km/h |
| 4.º | Bahrain Victorious    | 18 min 21 s | + 4 s      | 56.567 km/h |
| 5.º | Team Jayco AlUla      | 18 min 22 s | + 5 s      | 56.515 km/h |
| 6.º | Team DSM              | 18 min 27 s | + 10 s     | 56.260 km/h |
| 7.º | Bora-Hansgrohe        | 18 min 32 s | + 15 s     | 56.007 km/h |
| 8.º | UAE Team Emirates     | 18 min 33 s | + 16 s     | 55.957 km/h |
| 9.º | Astana Qazaqstan Team | 18 min 34 s | + 17 s     | 55.907 km/h |
| 10.º | Trek-Segafredo        | 18 min 36 s | + 19 s     | 55.806 km/h |

| \| Clasificación general \| Clasificación general \| Clasificación general \| Clasificación general \| Clasificación general \| \| Ciclista \| Ciclista \| Equipo \| Tiempo \| \| \| --------------------- \| --------------------- \| --------------------- \| --------------------- \| --------------------- \| \| 1.º \| Lucas Plapp \| Ineos Grenadiers \| 3 h 35 min 50 s \| \| \| 2.º \| Remco Evenepoel \| Soudal Quick-Step \| + 0 s \| \| \| 3.º \| Nikias Arndt \| Bahrain Victorious \| + 3 s \| \| \| 4.º \| Pello Bilbao \| Bahrain Victorious \| + 4 s \| \| \| 5.º \| Mark Cavendish \| Astana Qazaqstan Team \| + 15 s \| \| \| 6.º \| Cees Bol \| Astana Qazaqstan Team \| + 21 s \| \| \| 7.º \| Olav Kooij \| Jumbo-Visma \| + 23 s \| \| \| 8.º \| Bert Van Lerberghe \| Soudal Quick-Step \| + 29 s \| \| \| 9.º \| Tim Merlier \| Soudal Quick-Step \| + 30 s \| \| \| 10.º \| Jarrad Drizners \| Lotto Dstny \| + 50 s \| \| |                    |                       |                 |
| |                    |                       |                 |
| Fuente: ProCyclingStats |                    |                       |                 |
| Clasificación general |                    |                       |                 |
| Ciclista | Ciclista           | Equipo                | Tiempo          |
| 1.º | Lucas Plapp        | Ineos Grenadiers      | 3 h 35 min 50 s |
| 2.º | Remco Evenepoel    | Soudal Quick-Step     | + 0 s           |
| 3.º | Nikias Arndt       | Bahrain Victorious    | + 3 s           |
| 4.º | Pello Bilbao       | Bahrain Victorious    | + 4 s           |
| 5.º | Mark Cavendish     | Astana Qazaqstan Team | + 15 s          |
| 6.º | Cees Bol           | Astana Qazaqstan Team | + 21 s          |
| 7.º | Olav Kooij         | Jumbo-Visma           | + 23 s          |
| 8.º | Bert Van Lerberghe | Soudal Quick-Step     | + 29 s          |
| 9.º | Tim Merlier        | Soudal Quick-Step     | + 30 s          |
| 10.º | Jarrad Drizners    | Lotto Dstny           | + 50 s          |

### 3.ª etapa
| Fuyaira - Jebel Jais | etapa de montaña | (185 km) |

| \| Clasificación de la etapa \| Clasificación de la etapa \| Clasificación de la etapa \| Clasificación de la etapa \| Clasificación de la etapa \| \| Ciclista \| Ciclista \| Equipo \| Tiempo \| \| \| ------------------------- \| ------------------------- \| ------------------------- \| ------------------------- \| ------------------------- \| \| 1.º \| Einer Rubio \| Movistar Team \| 4 h 54 min 24 s \| \| \| 2.º \| Remco Evenepoel \| Soudal Quick-Step \| + 14 s \| \| \| 3.º \| Adam Yates \| UAE Team Emirates \| + 15 s \| \| \| 4.º \| Alexéi Lutsenko \| Astana Qazaqstan Team \| + 15 s \| \| \| 5.º \| Lucas Plapp \| Ineos Grenadiers \| + 15 s \| \| \| 6.º \| Harm Vanhoucke \| Team DSM \| + 15 s \| \| \| 7.º \| Thomas Gloag \| Jumbo-Visma \| + 15 s \| \| \| 8.º \| Andreas Leknessund \| Team DSM \| + 15 s \| \| \| 9.º \| Sepp Kuss \| Jumbo-Visma \| + 15 s \| \| \| 10.º \| Ben Zwiehoff \| Bora-Hansgrohe \| + 15 s \| \| |                    |                       |                 |
| |                    |                       |                 |
| Fuente: ProCyclingStats |                    |                       |                 |
| Clasificación de la etapa |                    |                       |                 |
| Ciclista | Ciclista           | Equipo                | Tiempo          |
| 1.º | Einer Rubio        | Movistar Team         | 4 h 54 min 24 s |
| 2.º | Remco Evenepoel    | Soudal Quick-Step     | + 14 s          |
| 3.º | Adam Yates         | UAE Team Emirates     | + 15 s          |
| 4.º | Alexéi Lutsenko    | Astana Qazaqstan Team | + 15 s          |
| 5.º | Lucas Plapp        | Ineos Grenadiers      | + 15 s          |
| 6.º | Harm Vanhoucke     | Team DSM              | + 15 s          |
| 7.º | Thomas Gloag       | Jumbo-Visma           | + 15 s          |
| 8.º | Andreas Leknessund | Team DSM              | + 15 s          |
| 9.º | Sepp Kuss          | Jumbo-Visma           | + 15 s          |
| 10.º | Ben Zwiehoff       | Bora-Hansgrohe        | + 15 s          |

| \| Clasificación general \| Clasificación general \| Clasificación general \| Clasificación general \| Clasificación general \| \| Ciclista \| Ciclista \| Equipo \| Tiempo \| \| \| --------------------- \| --------------------- \| --------------------- \| --------------------- \| --------------------- \| \| 1.º \| Remco Evenepoel \| Soudal Quick-Step \| 8 h 54 min 22 s \| \| \| 2.º \| Lucas Plapp \| Ineos Grenadiers \| + 7 s \| \| \| 3.º \| Pello Bilbao \| Bahrain Victorious \| + 11 s \| \| \| 4.º \| Stefan de Bod \| EF Education-EasyPost \| + 1 min 01 s \| \| \| 5.º \| Wout Poels \| Bahrain Victorious \| + 1 min 04 s \| \| \| 6.º \| Harm Vanhoucke \| Team DSM \| + 1 min 10 s \| \| \| 7.º \| Andreas Leknessund \| Team DSM \| + 1 min 10 s \| \| \| 8.º \| Einer Rubio \| Movistar Team \| + 1 min 11 s \| \| \| 9.º \| Georg Steinhauser \| EF Education-EasyPost \| + 1 min 11 s \| \| \| 10.º \| Adam Yates \| UAE Team Emirates \| + 1 min 12 s \| \| |                    |                       |                 |
| |                    |                       |                 |
| Fuente: ProCyclingStats |                    |                       |                 |
| Clasificación general |                    |                       |                 |
| Ciclista | Ciclista           | Equipo                | Tiempo          |
| 1.º | Remco Evenepoel    | Soudal Quick-Step     | 8 h 54 min 22 s |
| 2.º | Lucas Plapp        | Ineos Grenadiers      | + 7 s           |
| 3.º | Pello Bilbao       | Bahrain Victorious    | + 11 s          |
| 4.º | Stefan de Bod      | EF Education-EasyPost | + 1 min 01 s    |
| 5.º | Wout Poels         | Bahrain Victorious    | + 1 min 04 s    |
| 6.º | Harm Vanhoucke     | Team DSM              | + 1 min 10 s    |
| 7.º | Andreas Leknessund | Team DSM              | + 1 min 10 s    |
| 8.º | Einer Rubio        | Movistar Team         | + 1 min 11 s    |
| 9.º | Georg Steinhauser  | EF Education-EasyPost | + 1 min 11 s    |
| 10.º | Adam Yates         | UAE Team Emirates     | + 1 min 12 s    |

### 4.ª etapa
| Al Shindagha - Dubái | etapa llana | (174 km) |

| \| Clasificación de la etapa \| Clasificación de la etapa \| Clasificación de la etapa \| Clasificación de la etapa \| Clasificación de la etapa \| \| Ciclista \| Ciclista \| Equipo \| Tiempo \| \| \| ------------------------- \| ------------------------- \| ------------------------- \| ------------------------- \| ------------------------- \| \| 1.º \| Juan Sebastián Molano \| UAE Team Emirates \| 3 h 50 min 01 s \| \| \| 2.º \| Olav Kooij \| Jumbo-Visma \| + 0 s \| \| \| 3.º \| Samuel Welsford \| Team DSM \| + 0 s \| \| \| 4.º \| Arvid de Kleijn \| Tudor Pro Cycling Team \| + 0 s \| \| \| 5.º \| Dylan Groenewegen \| Team Jayco AlUla \| + 0 s \| \| \| 6.º \| Danny van Poppel \| Bora-Hansgrohe \| + 0 s \| \| \| 7.º \| Marijn van den Berg \| EF Education-EasyPost \| + 0 s \| \| \| 8.º \| Sam Bennett \| Bora-Hansgrohe \| + 0 s \| \| \| 9.º \| Tim Merlier \| Soudal Quick-Step \| + 0 s \| \| \| 10.º \| Jon Aberasturi \| Trek-Segafredo \| + 0 s \| \| |                       |                        |                 |
| |                       |                        |                 |
| Fuente: ProCyclingStats |                       |                        |                 |
| Clasificación de la etapa |                       |                        |                 |
| Ciclista | Ciclista              | Equipo                 | Tiempo          |
| 1.º | Juan Sebastián Molano | UAE Team Emirates      | 3 h 50 min 01 s |
| 2.º | Olav Kooij            | Jumbo-Visma            | + 0 s           |
| 3.º | Samuel Welsford       | Team DSM               | + 0 s           |
| 4.º | Arvid de Kleijn       | Tudor Pro Cycling Team | + 0 s           |
| 5.º | Dylan Groenewegen     | Team Jayco AlUla       | + 0 s           |
| 6.º | Danny van Poppel      | Bora-Hansgrohe         | + 0 s           |
| 7.º | Marijn van den Berg   | EF Education-EasyPost  | + 0 s           |
| 8.º | Sam Bennett           | Bora-Hansgrohe         | + 0 s           |
| 9.º | Tim Merlier           | Soudal Quick-Step      | + 0 s           |
| 10.º | Jon Aberasturi        | Trek-Segafredo         | + 0 s           |

| \| Clasificación general \| Clasificación general \| Clasificación general \| Clasificación general \| Clasificación general \| \| Ciclista \| Ciclista \| Equipo \| Tiempo \| \| \| --------------------- \| --------------------- \| --------------------- \| --------------------- \| --------------------- \| \| 1.º \| Remco Evenepoel \| Soudal Quick-Step \| \| \| \| 2.º \| Lucas Plapp \| Ineos Grenadiers \| + 7 s \| \| \| 3.º \| Pello Bilbao \| Bahrain Victorious \| + 11 s \| \| \| 4.º \| Stefan de Bod \| EF Education-EasyPost \| + 1 min 01 s \| \| \| 5.º \| Wout Poels \| Bahrain Victorious \| + 1 min 04 s \| \| \| 6.º \| Harm Vanhoucke \| Team DSM \| + 1 min 10 s \| \| \| 7.º \| Andreas Leknessund \| Team DSM \| + 1 min 10 s \| \| \| 8.º \| Einer Rubio \| Movistar Team \| + 1 min 11 s \| \| \| 9.º \| Georg Steinhauser \| EF Education-EasyPost \| + 1 min 11 s \| \| \| 10.º \| Adam Yates \| UAE Team Emirates \| + 1 min 12 s \| \| |                    |                       |              |
| |                    |                       |              |
| Fuente: ProCyclingStats |                    |                       |              |
| Clasificación general |                    |                       |              |
| Ciclista | Ciclista           | Equipo                | Tiempo       |
| 1.º | Remco Evenepoel    | Soudal Quick-Step     |              |
| 2.º | Lucas Plapp        | Ineos Grenadiers      | + 7 s        |
| 3.º | Pello Bilbao       | Bahrain Victorious    | + 11 s       |
| 4.º | Stefan de Bod      | EF Education-EasyPost | + 1 min 01 s |
| 5.º | Wout Poels         | Bahrain Victorious    | + 1 min 04 s |
| 6.º | Harm Vanhoucke     | Team DSM              | + 1 min 10 s |
| 7.º | Andreas Leknessund | Team DSM              | + 1 min 10 s |
| 8.º | Einer Rubio        | Movistar Team         | + 1 min 11 s |
| 9.º | Georg Steinhauser  | EF Education-EasyPost | + 1 min 11 s |
| 10.º | Adam Yates         | UAE Team Emirates     | + 1 min 12 s |

### 5.ª etapa
| Al Marjan Island - Um el Kaiwain | etapa llana | (170 km) |

| \| Clasificación de la etapa \| Clasificación de la etapa \| Clasificación de la etapa \| Clasificación de la etapa \| Clasificación de la etapa \| \| Ciclista \| Ciclista \| Equipo \| Tiempo \| \| \| ------------------------- \| ------------------------- \| ------------------------- \| ------------------------- \| ------------------------- \| \| 1.º \| Dylan Groenewegen \| Team Jayco AlUla \| 3 h 57 min 07 s \| \| \| 2.º \| Fernando Gaviria \| Movistar Team \| + 0 s \| \| \| 3.º \| Sam Bennett \| Bora-Hansgrohe \| + 0 s \| \| \| 4.º \| Emīls Liepiņš \| Trek-Segafredo \| + 0 s \| \| \| 5.º \| Tim Merlier \| Soudal Quick-Step \| + 0 s \| \| \| 6.º \| Samuel Welsford \| Team DSM \| + 0 s \| \| \| 7.º \| Juan Sebastián Molano \| UAE Team Emirates \| + 0 s \| \| \| 8.º \| Mark Cavendish \| Astana Qazaqstan Team \| + 0 s \| \| \| 9.º \| Olav Kooij \| Jumbo-Visma \| + 0 s \| \| \| 10.º \| Arnaud Démare \| Groupama-FDJ \| + 0 s \| \| |                       |                       |                 |
| |                       |                       |                 |
| Fuente: ProCyclingStats |                       |                       |                 |
| Clasificación de la etapa |                       |                       |                 |
| Ciclista | Ciclista              | Equipo                | Tiempo          |
| 1.º | Dylan Groenewegen     | Team Jayco AlUla      | 3 h 57 min 07 s |
| 2.º | Fernando Gaviria      | Movistar Team         | + 0 s           |
| 3.º | Sam Bennett           | Bora-Hansgrohe        | + 0 s           |
| 4.º | Emīls Liepiņš         | Trek-Segafredo        | + 0 s           |
| 5.º | Tim Merlier           | Soudal Quick-Step     | + 0 s           |
| 6.º | Samuel Welsford       | Team DSM              | + 0 s           |
| 7.º | Juan Sebastián Molano | UAE Team Emirates     | + 0 s           |
| 8.º | Mark Cavendish        | Astana Qazaqstan Team | + 0 s           |
| 9.º | Olav Kooij            | Jumbo-Visma           | + 0 s           |
| 10.º | Arnaud Démare         | Groupama-FDJ          | + 0 s           |

| \| Clasificación general \| Clasificación general \| Clasificación general \| Clasificación general \| Clasificación general \| \| Ciclista \| Ciclista \| Equipo \| Tiempo \| \| \| --------------------- \| --------------------- \| --------------------- \| --------------------- \| --------------------- \| \| 1.º \| Remco Evenepoel \| Soudal Quick-Step \| 16 h 14 min 28 s \| \| \| 2.º \| Lucas Plapp \| Ineos Grenadiers \| + 9 s \| \| \| 3.º \| Pello Bilbao \| Bahrain Victorious \| + 13 s \| \| \| 4.º \| Stefan de Bod \| EF Education-EasyPost \| + 1 min 03 s \| \| \| 5.º \| Wout Poels \| Bahrain Victorious \| + 1 min 06 s \| \| \| 6.º \| Harm Vanhoucke \| Team DSM \| + 1 min 12 s \| \| \| 7.º \| Andreas Leknessund \| Team DSM \| + 1 min 12 s \| \| \| 8.º \| Einer Rubio \| Movistar Team \| + 1 min 13 s \| \| \| 9.º \| Georg Steinhauser \| EF Education-EasyPost \| + 1 min 13 s \| \| \| 10.º \| Adam Yates \| UAE Team Emirates \| + 1 min 14 s \| \| |                    |                       |                  |
| |                    |                       |                  |
| Fuente: ProCyclingStats |                    |                       |                  |
| Clasificación general |                    |                       |                  |
| Ciclista | Ciclista           | Equipo                | Tiempo           |
| 1.º | Remco Evenepoel    | Soudal Quick-Step     | 16 h 14 min 28 s |
| 2.º | Lucas Plapp        | Ineos Grenadiers      | + 9 s            |
| 3.º | Pello Bilbao       | Bahrain Victorious    | + 13 s           |
| 4.º | Stefan de Bod      | EF Education-EasyPost | + 1 min 03 s     |
| 5.º | Wout Poels         | Bahrain Victorious    | + 1 min 06 s     |
| 6.º | Harm Vanhoucke     | Team DSM              | + 1 min 12 s     |
| 7.º | Andreas Leknessund | Team DSM              | + 1 min 12 s     |
| 8.º | Einer Rubio        | Movistar Team         | + 1 min 13 s     |
| 9.º | Georg Steinhauser  | EF Education-EasyPost | + 1 min 13 s     |
| 10.º | Adam Yates         | UAE Team Emirates     | + 1 min 14 s     |

### 6.ª etapa
| Warner Bros. World Abu Dhabi - Abu Dhabi Breakwater | etapa llana | (166 km) |

| \| Clasificación de la etapa \| Clasificación de la etapa \| Clasificación de la etapa \| Clasificación de la etapa \| Clasificación de la etapa \| \| Ciclista \| Ciclista \| Equipo \| Tiempo \| \| \| ------------------------- \| ------------------------- \| ------------------------- \| ------------------------- \| ------------------------- \| \| 1.º \| Tim Merlier \| Soudal Quick-Step \| 3 h 41 min 12 s \| \| \| 2.º \| Sam Bennett \| Bora-Hansgrohe \| + 0 s \| \| \| 3.º \| Dylan Groenewegen \| Team Jayco AlUla \| + 0 s \| \| \| 4.º \| Olav Kooij \| Jumbo-Visma \| + 0 s \| \| \| 5.º \| Arvid de Kleijn \| Tudor Pro Cycling Team \| + 0 s \| \| \| 6.º \| Samuel Welsford \| Team DSM \| + 0 s \| \| \| 7.º \| Gerben Thijssen \| Intermarché-Circus-Wanty \| + 0 s \| \| \| 8.º \| Emīls Liepiņš \| Trek-Segafredo \| + 0 s \| \| \| 9.º \| Phil Bauhaus \| Bahrain Victorious \| + 0 s \| \| \| 10.º \| Itamar Einhorn \| Israel-Premier Tech \| + 0 s \| \| |                   |                          |                 |
| |                   |                          |                 |
| Fuente: ProCyclingStats |                   |                          |                 |
| Clasificación de la etapa |                   |                          |                 |
| Ciclista | Ciclista          | Equipo                   | Tiempo          |
| 1.º | Tim Merlier       | Soudal Quick-Step        | 3 h 41 min 12 s |
| 2.º | Sam Bennett       | Bora-Hansgrohe           | + 0 s           |
| 3.º | Dylan Groenewegen | Team Jayco AlUla         | + 0 s           |
| 4.º | Olav Kooij        | Jumbo-Visma              | + 0 s           |
| 5.º | Arvid de Kleijn   | Tudor Pro Cycling Team   | + 0 s           |
| 6.º | Samuel Welsford   | Team DSM                 | + 0 s           |
| 7.º | Gerben Thijssen   | Intermarché-Circus-Wanty | + 0 s           |
| 8.º | Emīls Liepiņš     | Trek-Segafredo           | + 0 s           |
| 9.º | Phil Bauhaus      | Bahrain Victorious       | + 0 s           |
| 10.º | Itamar Einhorn    | Israel-Premier Tech      | + 0 s           |

| \| Clasificación general \| Clasificación general \| Clasificación general \| Clasificación general \| Clasificación general \| \| Ciclista \| Ciclista \| Equipo \| Tiempo \| \| \| --------------------- \| --------------------- \| --------------------- \| --------------------- \| --------------------- \| \| 1.º \| Remco Evenepoel \| Soudal Quick-Step \| 19 h 55 min 40 s \| \| \| 2.º \| Lucas Plapp \| Ineos Grenadiers \| + 9 s \| \| \| 3.º \| Pello Bilbao \| Bahrain Victorious \| + 13 s \| \| \| 4.º \| Stefan de Bod \| EF Education-EasyPost \| + 1 min 03 s \| \| \| 5.º \| Wout Poels \| Bahrain Victorious \| + 1 min 06 s \| \| \| 6.º \| Harm Vanhoucke \| Team DSM \| + 1 min 12 s \| \| \| 7.º \| Andreas Leknessund \| Team DSM \| + 1 min 12 s \| \| \| 8.º \| Einer Rubio \| Movistar Team \| + 1 min 13 s \| \| \| 9.º \| Georg Steinhauser \| EF Education-EasyPost \| + 1 min 13 s \| \| \| 10.º \| Adam Yates \| UAE Team Emirates \| + 1 min 14 s \| \| |                    |                       |                  |
| |                    |                       |                  |
| Fuente: ProCyclingStats |                    |                       |                  |
| Clasificación general |                    |                       |                  |
| Ciclista | Ciclista           | Equipo                | Tiempo           |
| 1.º | Remco Evenepoel    | Soudal Quick-Step     | 19 h 55 min 40 s |
| 2.º | Lucas Plapp        | Ineos Grenadiers      | + 9 s            |
| 3.º | Pello Bilbao       | Bahrain Victorious    | + 13 s           |
| 4.º | Stefan de Bod      | EF Education-EasyPost | + 1 min 03 s     |
| 5.º | Wout Poels         | Bahrain Victorious    | + 1 min 06 s     |
| 6.º | Harm Vanhoucke     | Team DSM              | + 1 min 12 s     |
| 7.º | Andreas Leknessund | Team DSM              | + 1 min 12 s     |
| 8.º | Einer Rubio        | Movistar Team         | + 1 min 13 s     |
| 9.º | Georg Steinhauser  | EF Education-EasyPost | + 1 min 13 s     |
| 10.º | Adam Yates         | UAE Team Emirates     | + 1 min 14 s     |

### 7.ª etapa
| Estadio Hazza Bin Zayed - Jabal Hafit | etapa de montaña | (153 km) |

| \| Clasificación de la etapa \| Clasificación de la etapa \| Clasificación de la etapa \| Clasificación de la etapa \| Clasificación de la etapa \| \| Ciclista \| Ciclista \| Equipo \| Tiempo \| \| \| ------------------------- \| ------------------------- \| ------------------------- \| ------------------------- \| ------------------------- \| \| 1.º \| Adam Yates \| UAE Team Emirates \| 3 h 29 min 42 s \| \| \| 2.º \| Remco Evenepoel \| Soudal Quick-Step \| + 10 s \| \| \| 3.º \| Geoffrey Bouchard \| AG2R Citroën Team \| + 42 s \| \| \| 4.º \| Sepp Kuss \| Jumbo-Visma \| + 47 s \| \| \| 5.º \| Pello Bilbao \| Bahrain Victorious \| + 54 s \| \| \| 6.º \| Lucas Plapp \| Ineos Grenadiers \| + 54 s \| \| \| 7.º \| Wout Poels \| Bahrain Victorious \| + 1 min 16 s \| \| \| 8.º \| Antonio Tiberi \| Trek-Segafredo \| + 1 min 16 s \| \| \| 9.º \| Ben Zwiehoff \| Bora-Hansgrohe \| + 1 min 25 s \| \| \| 10.º \| Michael Storer \| Groupama-FDJ \| + 1 min 25 s \| \| |                   |                    |                 |
| |                   |                    |                 |
| Fuente: ProCyclingStats |                   |                    |                 |
| Clasificación de la etapa |                   |                    |                 |
| Ciclista | Ciclista          | Equipo             | Tiempo          |
| 1.º | Adam Yates        | UAE Team Emirates  | 3 h 29 min 42 s |
| 2.º | Remco Evenepoel   | Soudal Quick-Step  | + 10 s          |
| 3.º | Geoffrey Bouchard | AG2R Citroën Team  | + 42 s          |
| 4.º | Sepp Kuss         | Jumbo-Visma        | + 47 s          |
| 5.º | Pello Bilbao      | Bahrain Victorious | + 54 s          |
| 6.º | Lucas Plapp       | Ineos Grenadiers   | + 54 s          |
| 7.º | Wout Poels        | Bahrain Victorious | + 1 min 16 s    |
| 8.º | Antonio Tiberi    | Trek-Segafredo     | + 1 min 16 s    |
| 9.º | Ben Zwiehoff      | Bora-Hansgrohe     | + 1 min 25 s    |
| 10.º | Michael Storer    | Groupama-FDJ       | + 1 min 25 s    |

## Clasificaciones finales
- Las clasificaciones finalizaron de la siguiente forma:[2]

### Clasificación general
| \| Clasificación general \| Clasificación general \| Clasificación general \| Clasificación general \| Clasificación general \| \| Ciclista \| Ciclista \| Equipo \| Tiempo \| \| \| --------------------- \| --------------------- \| --------------------- \| --------------------- \| --------------------- \| \| 1.º \| Remco Evenepoel \| Soudal Quick-Step \| 23 h 25 min 26 s \| \| \| 2.º \| Lucas Plapp \| Ineos Grenadiers \| + 59 s \| \| \| 3.º \| Adam Yates \| UAE Team Emirates \| + 1 min 00 s \| \| \| 4.º \| Pello Bilbao \| Bahrain Victorious \| + 1 min 03 s \| \| \| 5.º \| Sepp Kuss \| Jumbo-Visma \| + 2 min 06 s \| \| \| 6.º \| Wout Poels \| Bahrain Victorious \| + 2 min 18 s \| \| \| 7.º \| Antonio Tiberi \| Trek-Segafredo \| + 2 min 33 s \| \| \| 8.º \| Ben Zwiehoff \| Bora-Hansgrohe \| + 2 min 38 s \| \| \| 9.º \| Emanuel Buchmann \| Bora-Hansgrohe \| + 2 min 38 s \| \| \| 10.º \| Harm Vanhoucke \| Team DSM \| + 2 min 40 s \| \| |                  |                    |                  |
| |                  |                    |                  |
| Fuente: ProCyclingStats |                  |                    |                  |
| Clasificación general |                  |                    |                  |
| Ciclista | Ciclista         | Equipo             | Tiempo           |
| 1.º | Remco Evenepoel  | Soudal Quick-Step  | 23 h 25 min 26 s |
| 2.º | Lucas Plapp      | Ineos Grenadiers   | + 59 s           |
| 3.º | Adam Yates       | UAE Team Emirates  | + 1 min 00 s     |
| 4.º | Pello Bilbao     | Bahrain Victorious | + 1 min 03 s     |
| 5.º | Sepp Kuss        | Jumbo-Visma        | + 2 min 06 s     |
| 6.º | Wout Poels       | Bahrain Victorious | + 2 min 18 s     |
| 7.º | Antonio Tiberi   | Trek-Segafredo     | + 2 min 33 s     |
| 8.º | Ben Zwiehoff     | Bora-Hansgrohe     | + 2 min 38 s     |
| 9.º | Emanuel Buchmann | Bora-Hansgrohe     | + 2 min 38 s     |
| 10.º | Harm Vanhoucke   | Team DSM           | + 2 min 40 s     |

### Clasificación de los puntos
| Clasificación por puntos | Clasificación por puntos | Clasificación por puntos | Clasificación por puntos | Clasificación por puntos |
| Ciclista                 | Ciclista                 | Equipo                   | Puntos                   |                          |
| ------------------------ | ------------------------ | ------------------------ | ------------------------ | ------------------------ |
| 1.º                      | Tim Merlier              | Soudal Quick-Step        | 52 pts                   |                          |
| 2.º                      | Remco Evenepoel          | Soudal Quick-Step        | 45 pts                   |                          |
| 3.º                      | Dylan Groenewegen        | Team Jayco AlUla         | 39 pts                   |                          |
| 4.º                      | Olav Kooij               | Jumbo-Visma              | 36 pts                   |                          |
| 5.º                      | Edward Planckaert        | Alpecin-Deceuninck       | 34 pts                   |                          |
| 6.º                      | Adam Yates               | UAE Team Emirates        | 32 pts                   |                          |
| 7.º                      | Sam Bennett              | Bora-Hansgrohe           | 31 pts                   |                          |
| 8.º                      | Samuel Welsford          | Team DSM                 | 30 pts                   |                          |
| 9.º                      | Lucas Plapp              | Ineos Grenadiers         | 29 pts                   |                          |
| 10.º                     | Juan Sebastián Molano    | UAE Team Emirates        | 24 pts                   |                          |

### Clasificación de los jóvenes
| Clasificación del mejor joven | Clasificación del mejor joven | Clasificación del mejor joven | Clasificación del mejor joven | Clasificación del mejor joven |
| Ciclista                      | Ciclista                      | Equipo                        | Tiempo                        |                               |
| ----------------------------- | ----------------------------- | ----------------------------- | ----------------------------- | ----------------------------- |
| 1.º                           | Remco Evenepoel               | Soudal Quick-Step             | 23 h 25 min 26 s              |                               |
| 2.º                           | Lucas Plapp                   | Ineos Grenadiers              | + 59 s                        |                               |
| 3.º                           | Antonio Tiberi                | Trek-Segafredo                | + 2 min 33 s                  |                               |
| 4.º                           | Einer Rubio                   | Movistar Team                 | + 2 min 57 s                  |                               |
| 5.º                           | Brandon McNulty               | UAE Team Emirates             | + 3 min 02 s                  |                               |
| 6.º                           | Matthew Riccitello            | Israel-Premier Tech           | + 3 min 18 s                  |                               |
| 7.º                           | Valentin Paret-Peintre        | AG2R Citroën Team             | + 3 min 29 s                  |                               |
| 8.º                           | Andreas Leknessund            | Team DSM                      | + 3 min 39 s                  |                               |
| 9.º                           | Yannis Voisard                | Tudor Pro Cycling Team        | + 3 min 41 s                  |                               |
| 10.º                          | Georg Steinhauser             | EF Education-EasyPost         | + 3 min 50 s                  |                               |

### Clasificación por equipos
| Clasificación por equipos | Clasificación por equipos | Clasificación por equipos | Clasificación por equipos |
| Equipo                    | Equipo                    | Tiempo                    |                           |
| ------------------------- | ------------------------- | ------------------------- | ------------------------- |
| 1.º                       | UAE Team Emirates         | 69 h 48 min 08 s          |                           |
| 2.º                       | AG2R Citroën Team         | + 1 min 15 s              |                           |
| 3.º                       | EF Education-EasyPost     | + 1 min 41 s              |                           |
| 4.º                       | Jumbo-Visma               | + 6 min 37 s              |                           |
| 5.º                       | Intermarché-Circus-Wanty  | + 6 min 58 s              |                           |
| 6.º                       | Soudal Quick-Step         | + 7 min 09 s              |                           |
| 7.º                       | Trek-Segafredo            | + 7 min 19 s              |                           |
| 8.º                       | Israel-Premier Tech       | + 10 min 02 s             |                           |
| 9.º                       | Astana Qazaqstan Team     | + 10 min 39 s             |                           |
| 10.º                      | Bahrain Victorious        | + 11 min 23 s             |                           |

## Evolución de las clasificaciones
| Etapa                   |                          | Ganador _             | Clasificación general | Puntos      | Metas volantes    | Jóvenes         | Equipo _              |
| ----------------------- | ------------------------ | --------------------- | --------------------- | ----------- | ----------------- | --------------- | --------------------- |
| 1.ª etapa               | etapa llana              | Tim Merlier           | Tim Merlier           | Tim Merlier | Lucas Plapp       | Lucas Plapp     | Soudal Quick-Step     |
| 2.ª etapa               | contrarreloj por equipos | Soudal Quick-Step     | Lucas Plapp           | Tim Merlier | Lucas Plapp       | Lucas Plapp     | Soudal Quick-Step     |
| 3.ª etapa               | etapa de montaña         | Einer Rubio           | Remco Evenepoel       | Lucas Plapp | Edward Planckaert | Remco Evenepoel | EF Education-EasyPost |
| 4.ª etapa               | etapa llana              | Juan Sebastián Molano | Remco Evenepoel       | Olav Kooij  | Edward Planckaert | Remco Evenepoel | EF Education-EasyPost |
| 5.ª etapa               | etapa llana              | Dylan Groenewegen     | Remco Evenepoel       | Tim Merlier | Edward Planckaert | Remco Evenepoel | EF Education-EasyPost |
| 6.ª etapa               | etapa llana              | Tim Merlier           | Remco Evenepoel       | Tim Merlier | Dylan Groenewegen | Remco Evenepoel | EF Education-EasyPost |
| 7.ª etapa               | etapa de montaña         | Adam Yates            | Remco Evenepoel       | Tim Merlier | Edward Planckaert | Remco Evenepoel | UAE Team Emirates     |
| Clasificaciones finales | Clasificaciones finales  |                       | Remco Evenepoel       | Tim Merlier | Edward Planckaert | Remco Evenepoel | UAE Team Emirates     |

## Ciclistas participantes y posiciones finales
Convenciones:
- AB-N: Abandono en la etapa "N"
- FLT-N: Retiro por llegada fuera del límite de tiempo en la etapa "N"
- NTS-N: No tomó la salida para la etapa "N"
- DES-N: Descalificado o expulsado en la etapa "N"

## UCI World Ranking
El UAE Tour otorgó puntos para el UCI World Ranking para corredores de los equipos en las categorías UCI WorldTeam, UCI ProTeam y Continental. Las siguientes tablas son el baremo de puntuación y los diez corredores que obtuvieron más puntos:
| Posición              | 1.º | 2.º | 3.º | 4.º | 5.º | 6.º | 7.º | 8.º | 9.º | 10.º | 11.º | 12.º | 13.º | 14.º | 15.º-20.º | 21.º-30.º | 31.º-50.º | 51.º-55.º | 56.º-60.º |
| Clasificación general | 300 | 250 | 215 | 175 | 120 | 115 | 95  | 75  | 60  | 50   | 40   | 35   | 30   | 25   | 20        | 12        | 5         | 2         | 1         |
| Por etapa             | 40  | 25  | 20  | 15  | 10  | 8   | 6   | 3   | 2   | 1    |      |      |      |      |           |           |           |           |           |
| Líder                 | 6   |     |     |     |     |     |     |     |     |      |      |      |      |      |           |           |           |           |           |

| Clasificación |                   |                    |         |       |       |        |
| Posición      | Ciclista          | Equipo             | General | Etapa | Líder | Total  |
| ------------- | ----------------- | ------------------ | ------- | ----- | ----- | ------ |
| 1.º           | Remco Evenepoel   | Soudal Quick-Step  | 300     | 58,71 | 24    | 382,71 |
| 2.º           | Lucas Plapp       | INEOS Grenadiers   | 250     | 26,86 | 6     | 282,86 |
| 3.º           | Adam Yates        | UAE Emirates       | 215     | 60,43 | -     | 275,43 |
| 4.º           | Pello Bilbao      | Bahrain Victorious | 175     | 15,14 | -     | 190,14 |
| 5.º           | Sepp Kuss         | Jumbo-Visma        | 120     | 15    | -     | 135    |
| 6.º           | Wout Poels        | Bahrain Victorious | 115     | 8,14  | -     | 123,14 |
| 7.º           | Tim Merlier       | Soudal Quick-Step  | -       | 97,71 | 6     | 103,71 |
| 8.º           | Antonio Tiberi    | Trek-Segafredo     | 95      | 3,14  | -     | 98,14  |
| 9.º           | Ben Zwiehoff      | Bora-Hansgrohe     | 75      | 4,86  | -     | 79,86  |
| 10.º          | Dylan Groenewegen | Jayco AlUla        | -       | 71,43 | -     | 71,43  |